# Мејкон (Мисисипи)
Мејкон (енгл. Macon) град је у америчкој савезној држави Мисисипи.

## Демографија
По попису из 2010. године број становника је 2.768, што је 307 (12,5%) становника више него 2000. године.
| Група             | 2000.         | 2010.         |
| Белци             | 770 (31,3%)   | 600 (21,7%)   |
| Афроамериканци    | 1.657 (67,3%) | 2.132 (77,0%) |
| Азијати           | 10 (0,4%)     | 13 (0,5%)     |
| Хиспаноамериканци | 10 (0,4%)     | 13 (0,5%)     |
| Укупно            | 2.461         | 2.768         |